# Tiszakécske
Tiszakécske è una città dell'Ungheria situato nella contea di Bács-Kiskun, nell'Ungheria meridionale di 11 504 abitanti (dati 2009)

## Società

### Evoluzione demografica
Secondo i dati del censimento 2001 il 93,6% degli abitanti è di etnia ungherese